# Einbeck
Einbeck település Németországban, azon belül Alsó-Szászország tartományban. Lakosainak száma 30 725 fő (2023. december 31.).

## Népesség
A település népességének változása:
| Lakosok száma | 27 931 | 31 338 | 31 076 | 30 925 | 30 826 | 30 420 | 30 728 | 30 725 |
|               | 2012   | 2015   | 2016   | 2017   | 2019   | 2021   | 2022   | 2023   |